# Енисейски езици
Енисейските езици е наименованието на група езици, говорени в Централен Сибир. Към тях спадат
- кетски език, говорен от не повече от 500 души към 1989 година.
- югски език, говорен от 2 – 3 души към 1989 година, може би вече изчезнал.

и мъртвите вече
- котски език
- арински език
- пумпоколски език
- асански език

Нямат установено родство с други езикови семейства.